# Diptilon aterea
Diptilon aterea är en fjärilsart som beskrevs av William Schaus 1901. Diptilon aterea ingår i släktet Diptilon och familjen björnspinnare. Inga underarter finns listade i Catalogue of Life.